# 미소시루

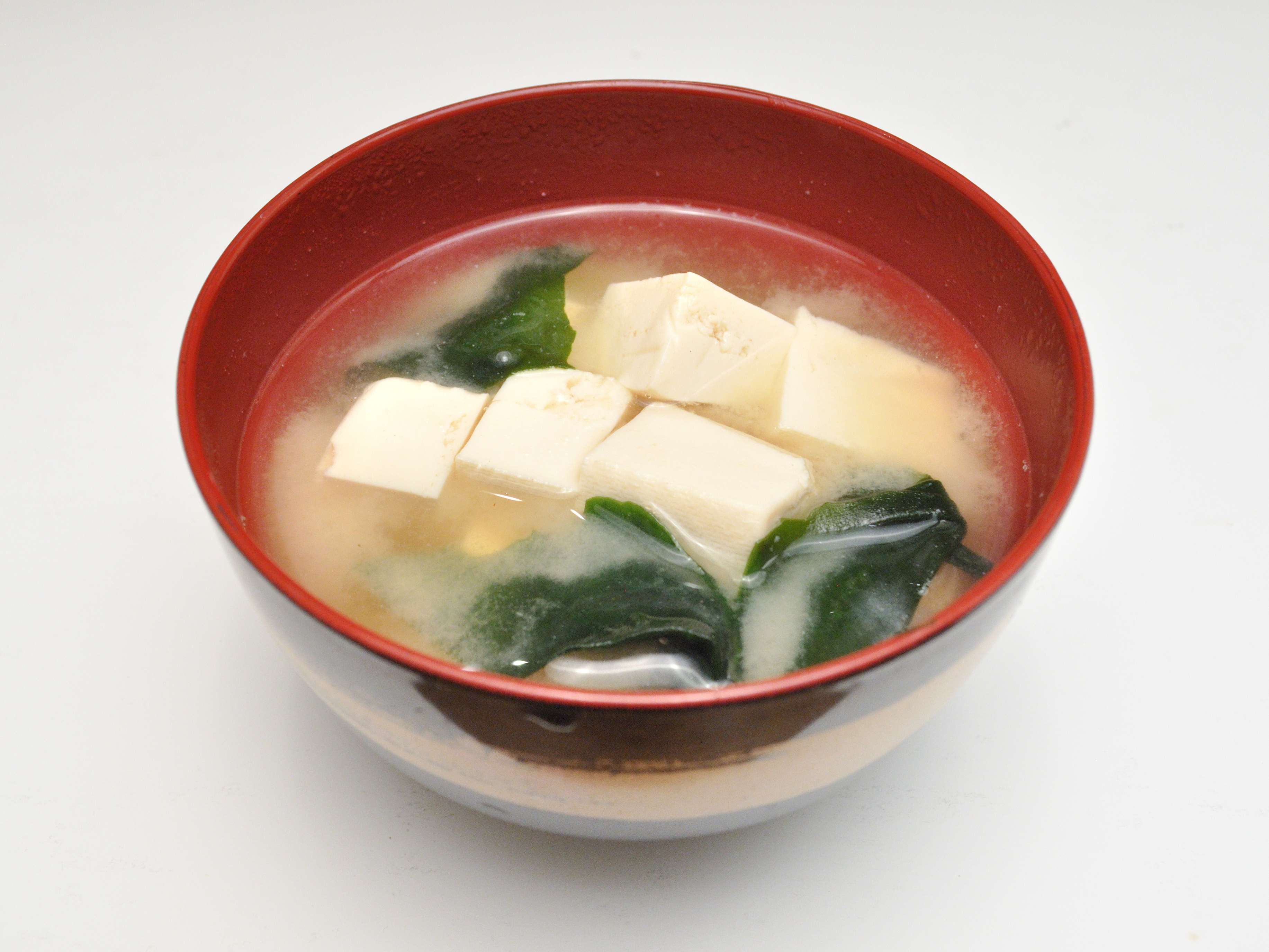
미소시루

미소시루(일본어: 味噌汁)는 일본식 전통 된장국이다.
미소시루는 요리사나 시루 스타일에 따라 여러 방법으로 조리할 수 있다. 멸치는 내장을 떼어 내고, 다시마는 깨끗이 손질한다. 냄비에 물과 멸치, 다시마를 넣고 끓인다. 끓기 시작하면 다시마는 건져 내고, 국물은 약한 불에서 7-8분 다시 끓인다. 이 때 뚜껑은 덮지 않으며, 거품이 생기면 건져 낸다. 국물에 된장을 풀어 한소금 끓인 후 화학 조미료로 맛을 내고, 사방 0.8cm로 썬 두부를 넣어 한소끔 끓인다. 파를 아주 얇게 송송 썰어 국그릇에 담고, 두부가 끓어 오르면 불을 끄고 그릇에 담는다.

## 같이 보기
- 된장찌개
- 된장국

## 참고 자료
- 이 문서에는 다음커뮤니케이션(현 카카오)에서 GFDL 또는 CC-SA 라이선스로 배포한 글로벌 세계대백과사전의 내용을 기초로 작성된 글이 포함되어 있습니다.